# Pere Ubu
Pere Ubu — американський рок-гурт, утворений 1975 року у Клівленді, штат Огайо музикантами, що були раніше пов'язані з формаціями Rocket From The Tobs та Foggy & The Shrimps.
До першого складу гурту ввійшли: Дейвід Томас (David Thomas) — вокал; Аллен Рейвенстайн (Allen Ravenstine) — клавішні, саксофон; Пітер Лаунер (Peter Loughner) — гітара (помер у червні 1977 року); Том Хермен (Tom Herman) — гітара, бас; Тім Райт (Tim Wright) — гітара, бас та Скотт Краусс (Scott Krauss) — ударні.
Взявши собі за назву ім'я негативного героя сюрреалістичної п'єси Альфреда Жаррі, цим складом гурт у грудні 1975 року дебютував синглом «30 Seconds Over Tokyo». Проте другий сингл «Final Solution», що з'явився у березні 1976 року, було записано без Рейвенстайна, якого змінив Дейв Тейлор (Dave Taylor). Незабаром гурт залишив Лаунер, місце якого зайняв гітарист Алан Грінблетт (Alan Greenblatt). Також у цей період знову повернувся Рейвенстайн і замінив Тейлора, а в липні 1976 року місце Райта зайняв Тоні Меймон (Топу Maimone). Квінтет — Томас, Краусс, Хермен, Меймон та Рейвенстайн — виявився найплодовитішим у творчому плані та найстабільнішим за всю кар'єру Pere Ubu.
Дебютний альбом «The Modern Dance» був збіркою незвичайних творів, що поєднували нову хвилю арт-року з впливом творчості ранніх Roxy Music. До того ж з погляду ритмічності гурт своїм звучанням нагадував Magic Band Кептейна Біфхарта, а вокальні досягнення Томаса вражали та підкорювали.
У період з грудня 1977 року до січня 1978 року гурт продовжив діяти у такому складі: Ентон Файр (Anton Fier) — ударні, який тимчасово змінив Краусса; Том Хермен — гітара; Тоні Меймон — бас; Аллен Рейвенстайн — синтезатор, саксофон та Дейвід Томас — вокал. Два наступні лонгплеї — «Dub Housing» та «New Picnic Time» — підтримували атмосферу великої пригоди, хоча сила, запропонована на дебютному альбомі, почала слабшати. Однак всі три альбоми Pere Ubu мали теплий прийом з боку критиків, на який, без сумніву, заслуговували.
У середині 1980 року Хермена замінив колишній гітарист Red Crayola Мейо Томпсон (Mayo Thompson), який запровадив врівноважений підхід до ніким неприборкуваного звучання гурту. Проте альбом «The Art Of Walking» було визнано невдалою роботою, а гурт отримав ярлик «непослідовного». Розчарований цим Краусс залишив своїх колег, а його місце знову зайняв Ентон Файр, який після попередніх виступів з Pere Ubu грав у гурті Feelies. Вже за його участю 1982 року було записано невдалий альбом «Song Of The Bailing Man», що виявився збіркою легких композицій. На музичному ринку цей лонгплей з'явився після появи першого сольного альбому Томаса і повністю відображав відсутність зацікавленості учасників гурту у подальшому розвитку гурту.
Згодом Меймон приєднався до Краусса у формації Home & Garden. Хермен з'явився з новим гуртом Tripod Jimmie. Рейвенстайн та Томпсон співпрацювали з відродженим Red Crayola, а Томас, створивши гурти The Pedestrians, His Legs та The Wooden Birds, продовжив записувати нові альбоми (1985 року у The Wooden Birds також виступали Рейвенстайн та Меймон).
Проте 1988 року діяльність Pere Ubu було відновлено і поряд з Томасом, Рейвестайном, Крауссом, Меймоном з'явилися Джим Джонс (Jim Jones) — гітара та Кріс Катлер (Chris Cutler) — ударні. Цей склад записав незвичайну платівку «Tenement Year», у якій поєдналися зачарування ранніх робіт формації з новознайденою творчою свободою. Цей новий напрямок підкреслив альбом «Cloudland», хоча чергові зміни складу знову почали загрожувати подальшій кар'єрі формації, коли перед записом цього альбому гурт залишили Калтер та Рейвенстайн. Новим учасником Pere Ubu став колишній ударник Кептейна Біфхарта Ерік Дрю Фелдмен (Eric Drew Feldman).
1995 року гурт нагадав про себе альбомом «Ray Gun Suitcase».

## Дискографія

### Pere Ubu
- The Modern Dance (LP, Blank Rec., 1978)
- Datapanik in the Year Zero (EP, Radar Rec., 1978)
- Dub Housing (LP, Chrysalis, 1978)
- New Picnic Time (LP, Chrysalis, 1979)
- The Art of Walking (LP, Rough Trade, 1980)
- Degress of Simulated Stereo — Ubu Live, Volume 1 (LP, Rough Trade, 1981) Запис концертних виступів у США та Європі з 1976-1979 рр.
- Song of the Bailing Man (LP, Rough Trade, 1982)
- Terminal Tower: An Archival Collection (LP, Rough Trade, 1985) Збірка записів з 1975-1981 рр.
- The Tenement Year (LP/CD/CS, Fontana, 1988)
- One Man Drives While The Other Man Screams — Ubu Live, Volume 2 (CD, Rough Trade, 1989) Запис концертних виступів у США та Європі з 1978-1981 рр.
- Cloudland (LP/CD/CS, Fontana, 1989)
- Words in Collision (LP/CD/CS, Fontana, 1991)
- Story of My Life (CD/CS, Fontana, 1993)
- Ray Gun Suitcase (CD, Tim/Kerr Rec., 1995)
- Pennsylvania (CD, Tim/Kerr Rec., 1998)
- The Shape of Things (CD, Tim/Kerr Rec., 2000) Концертний запис з 1976 р.
- St. Arkansas (CD, Cooking Vinyl, 2002)
- Why I Hate Women (CD, Smog Veil Rec., 2006)
- London Texas (CD, ReR Megacorp, 2009) Концертний запис з 1989 р.
- Lady From Shanghai (CD, Fire, 2013)
- Live at The Longhorn, April 1, 1978 (CD, Nero's Neptune, 2013) Концертний запис з 1978 р.
- Carnival of Souls (LP/CD, Fire, 2014)
- 60 Minutes over Newcastle (CD, Behemoth Rec., 2014) Концертний запис з 1978 р.
- The Pere Ubu Moon Unit (CD, Fire, 2015) Концертний запис з 2014 р.
- 20 Years in a Montana Missile Silo (LP/CD, Cherry Red, 2017)
- Songs from the Lost Album (LP, Fire, 2017)
- The Long Goodbye (LP/CD, Cherry Red, 2019)
- By Order of Mayor Pawlicki: Live in Jarocin (2xLP/2xCD, Cherry Red, 2020) записи виступів у Польщі та Франції у 2017 та 2016 hp.
- Trouble on Big Beat Street (LP/CD, Cherry Red, 2023)

### Дейвід Томас
- 1982: The Sound Of The Sand & Other Songs Of The Pedestrians (як David Thomas & The Pedestrians)
- 1982: Vocal Performances (як David Thomas & The Pedestrians)
- 1983: Winter Comes Home (як David Thomas with His Legs)
- 1983: Variations On Theme (як David Thomas & The Pedestrians)
- 1985: More Places Forever (як David Thomas & The Pedestrians)
- 1986: The Monster Walks The Winter Lake (як David Thomas & The Wooden Birds)
- 1987: Blame The Messenger (як David Thomas & The Wooden Birds)

### Офіційна сторінка
- Ubu Projex(англ.) [Архівовано 15 червня 2008 у Wayback Machine.]

### Матеріали про Pere Ubu
- Артемий Троицкий. Из гаража авангарда. Артемий Троицкий величает «папашу» из Огайо (2020)(рос.)
- Steven Grant, Ira Robbins and Deborah Sprague, "Pere Ubu"(англ.)
- Історія Pere Ubu(англ.) [Архівовано 18 червня 2008 у Wayback Machine.]